# Dean Brown
Dean Brown (Châteauroux, 19 augustus 1955 - Los Angeles (Californië), 26 januari 2024)  was een in Frankrijk geboren Amerikaanse jazzgitarist en componist.

## Biografie
Brown werd geboren in Frankrijk als zoon van een uit The Bronx afkomstige beroepsmilitair en een jazzzangeres uit South Carolina. In Zuid-Korea, waarheen zijn ouders vervolgens waren verhuisd, werd hij op 14-jarige leeftijd een popster. 
Dean Brown studeerde in 1977 af aan het Berklee College of Music, waar hij jazzcompositie studeerde. Hij werkte eerst preferent als studiomuzikant. Gedurende die tijd in Boston trad hij op met zijn eigen bands en met Tiger's Baku. Hij verving Mike Stern in die band voordat hij rond 1980 naar New York verhuisde en zich bij de band van Billy Cobham voegde.
Sinds 1982 neemt Brown wereldwijd op met zijn eigen projecten en met artiesten Marcus Miller, David Sanborn, Eric Clapton, Billy Cobham, The Brecker Brothers, Roberta Flack, Bob James, Joe Zawinul, George Duke, Victor Bailey , Bill Evans en Vital Information van Steve Smith.
Als soloartiest heeft Brown vijf solo-cd's geproduceerd met zijn vijfde solo-cd Rolajafufu, die net in het voorjaar van 2016 is uitgebracht. Zijn eerste titel Here (2001) bij ESC Records is zijn allstar-debuut-cd met jazzgrootheden Michael Brecker, Marcus Miller, David Sanborn, Billy Cobham, George Duke, Randy Brecker, Christian McBride, Don Alias, Bill Evans, Bernard Wright en vele anderen. Zijn tweede plaat Groove Warrior (2004) bij ESC Records bevat een andere allstar bezetting met Lalah Hathaway, Marcus Miller, Bernard Wright, JuJu House, Poogie Bell, Schuyler Deale, Booker King en Patches Stewart. Zijn derde DBIII (2009) bij het BHM-label bevat een allstar powertrio met de muzikale grootheden Dennis Chambers en Will Lee. Zijn vierde cd Unfinished Business (2012) bevat nog een andere allstar bezetting van muzikanten met onder andere Marvin 'Smitty' Smith, Kirk Whalum, Dennis Chambers, Jimmy Earl, Gerry Etkins en Hadrien Feraud.
Browns studiogitaarwerk is te horen op meer dan 100 albums, waaronder vier Grammy Award-winnaars. Records zoals de Return of the Brecker Brothers van The Brecker Brothers en Out of the Loop, The Sun Don't Lie van Marcus Miller, Warning van Billy Cobham en Faces and Places van Joe Zawinul zijn slechts enkele uit de lange lijst. Zijn live-optredens omvatten dvd's met Marcus Miller, Billy Cobham, Gil Evans, David Sanborn, Louie Bellson, Bob James en Vital Information van Steve Smith. Browns composities en arrangementen staan op albums van Les McCann, Dennis Chambers, Ricky Peterson, Vital Information van Steve Smith en Billy Cobham.
Als docent en clinicus geeft Dean masterclasses op scholen en locaties in binnen- en buitenland en geeft hij sinds 2006 verschillende lessen van zijn eigen curriculum aan het Musicians Institute in Hollywood, Californië. Dean heeft ook de instructie-/live-dvd Modern Techniques for the Electric Guitarist (2008) uitgebracht met uitgeverijgigant Hal Leonard voor Musicians Institute en heeft verschillende educatieve artikelen gehad in Guitar Player Magazine (VS), Guitar World (VS), Gittare and Bass (Duitsland), Bass Player, Jazz Life (Japan) , Big Box (Italië), Muzikus (Tsjechië), Guitarist (Frankrijk) en 20th Century Guitar-tijdschriften (VS). Dean en Runfly Studios hebben op basis van zijn lestechnieken de populaire iPhone/iPad-app Pickup Tunes voor gehoortraining ontwikkeld en uitgebracht.
Hij heeft ook opgenomen met Roberta Flack, Gil Evans, Eddie Harris, Gato Barbieri, Bob James, Victor Bailey, Lenny White, Steps Ahead en Color Me Badd.
Brown overleed op 26 januari 2024 aan de gevolgen van kanker.

## Discografie

### Als leader
- 2000: Here (ESC)
- 2004: Groove Warrior (ESC)
- 2009: DBIII Live at the Cotton Club Tokyo (BHM)
- 2012: Unfinished Business (Moosicus)
- 2016: RoLaJaFuFu

### Als sideman
Met Billy Cobham
- 1982: Observations & (Elektra Musician)
- 1983: Smokin (Elektra Musician)
- 1985: Warning (GRP)
- 1986: Powerplay (GRP)
- 1992: By Design (Fnac Music)
- 2010: Palindrome (BHM)
- 2015: Spectrum 40 Live (Creative Multimedia Concepts)

Met Bob James
- 1988: Ivory Coast (Tappan Zee/Warner Bros.)
- 1990: Grand Piano Canyon (Warner Bros.)
- 1994: Restless (Warner Bros.)

Met Marcus Miller
- 1993: The Sun Don't Lie (Dreyfus)
- 1995: Tales (Dreyfus)
- 2002: The Ozell Tapes: The Official Bootleg (3 Deuces)
- 2005: Master of All Trades (Dreyfus)
- 2005: Silver Rain (Koch)

Met David Sanborn
- 1994: Hearsay (Elektra)
- 1996: Songs from the Night Before (Elektra)
- 1999: Inside (Elektra)

Met Kirk Whalum
- 1988: And You Know That! (Columbia)
- 1989: The Promise (CBS)
- 1993: Cache (Columbia)

Met anderen
- 1983: Steve Smith, Vital Information (Columbia)
- 1984: Steve Smith, Orion (Columbia)
- 1986: Vital Information, Global Beat (Columbia)
- 1992: Brecker Brothers, Return of the Brecker Brothers (GRP)
- 1992: Steps Ahead, Yin-Yang (NYC)
- 1993: Color Me Badd, Time and Chance (Giant)
- 1994: Brecker Brothers, Out of the Loop (GRP)
- 1994: Jason Miles, World Tour (Lipstick)
- 1995: Lenny White, Present Tense (Hip Bop)
- 1996: Bernard Purdie, Bernard Purdie's Soul to Jazz (ACT)
- 1996: Lenny White, Renderors of Spirit (Hip Bop)
- 1996: Till Brönner, Midnight (Button)
- 1996: Tom Coster, from the Street (JVC)
- 1997: Eddie Harris, The Last Concert (ACT)
- 1999: Bill Evans, Touch (ESC)
- 2000: Bill Evans, Soul Insider (ESC)
- 2000: Till Brönner, Chattin With Chet (Verve)
- 2001: Joe Zawinul, Faces & Places (Cream/Jms)
- 2001: Victor Bailey, That's Right (ESC)
- 2002: Dennis Chambers, Outbreak (ESC)
- 2002: Les McCann, Pump It Up (ESC)
- 2003: Eric Marienthal, Sweet Talk (Peak)
- 2005: Dennis Chambers, Planet Earth (BHM)
- 2005: Jason Miles, Miles to Miles (Narada)
- 2008: DJ Logic & Jason Miles, Global Noize (Shanachie)
- 2010: Al Jarreau, Miki Howard, Marcus Miller, David Sanborn, Everybody Is a Star Live in Tokyo (Jazz Hour)
- 2012: Roberta Flack, Let It Be Roberta (429 Records)
- 2013: Randy Brecker, The Brecker Brothers Band Reunion (Piloo)

## Video
- 1987: Steve Smith, Part I and II
- 2001: David Sanborn, David Sanborn and Friends
- 2002: Gil Evans, Gil Evans and His Orchestra
- 2003: Louie Bellson, Louie Bellson and His Big Band
- 2006: Marcus Miller Master of All Trades
- 2007: Billy Cobham/Louie Bellson, Cobham Meets Bellson
- 2008: Dean Brown, Modern Techniques for the Electric Guitarist

- Bibsys: 5056191
- Bibliothèque nationale de France: cb14001236h (data)
- Gemeinsame Normdatei: 134337794
- International Standard Name Identifier: 0000 0001 1450 6035
- Library of Congress Control Number: nr95005137
- MusicBrainz: fdc2ce25-0ba7-4f1d-a644-dfcd3f9d8395
- Nationale Bibliotheek van Tsjechië: xx0040460
- Nederlandse Thesaurus van Auteursnamen: 418971862
- Réseau des bibliothèques de Suisse occidentale: 02-A012345181
- Istituto Centrale per il Catalogo Unico: DDSV037874
- Système universitaire de documentation: 157332160
- Virtual International Authority File: 85554198
- WorldCat: E39PBJqk4jHhf7dtq4fxXPXDbd